# Michaił Troszychin
Michaił Wasiljewicz Troszychin (kaz. i ros. Михаил Васильевич Трошихин) – kazachstański polityk, od 30 stycznia 1996 do 1999 roku deputowany do Mażylisu Parlamentu Republiki Kazachstanu I kadencji.